# مظلم ساباط
مظلم ساباط اسم منطقة يرد ذكرها بالتراث العربي والإسلامي، وتضع المصادر منطقة مظلم ساباط في ما يسمى عراق العرب، أي كل ماهو من دولة العراق الحاليّة. ترتبط المنطقة تاريخياً بالصحابي هاشم بن عتبة بفترة فتح بلاد فارس بما سمي يوم «مظلم ساباط» وكذلك هي، في التراث الإسلامي، مكمن الجراح بن سنان الاسدي للحسن بن علي بن إبي طالب  وهي الحادثة التي عرفت باسم طعنة ساباط.

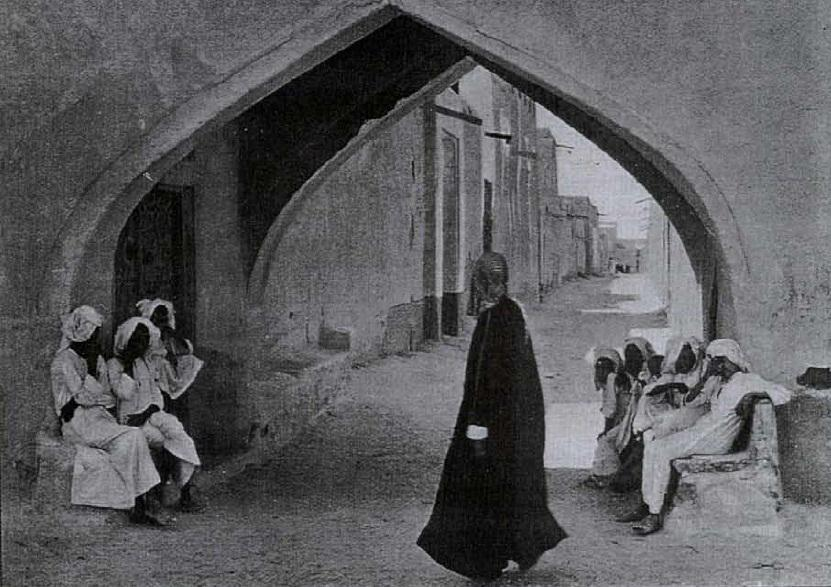
اسم المنطقة مشتق من الساباط وهو سقيفة بين حائطين بينهما ممر نافذ، وهو لفظ ما زال مستخدماً في جنوب العراق والكويت

وساباط لغة تعني، سقيفة بين حائطين، تحتها ممر نافذوساباط بلدة من ارض العراق، قرب المدائن..
وجاء في تاج العروس: إن ساباط، بلدة في المدائن لكسرى ابرويز. ويذكر أن النعمان بن المنذر قد حبسه كسرى ابرويز في ساباط، ثم ألقاه تحت أرجل الفيلة، ولم يمنعه من الموت كيد أو حيلة. وقال الاعشى:
ويروى: «مُحَزْرَق».
```
ومنه المثل: 
أفرغ من حجام ساباط
، ومعناه، إنه كان هناك حجاماً يمر عليه أسبوع أو أسبوعان ولا يقربه أحد، إذ كان يخرج أمه فيحجمها، ليري الناس أنه غير فارغ، ولا يُقَّرَع بالبطالة، فما زال ذلك دأبه، حتى أنزف دمها وماتت فجأة. حتى قال المثل:
مطبخه قفر وطباخه أفرغ من حجام ساباط
.
[
6
]
```

كما ذكرت ساباط في فتوحات عمر بن الخطاب مع سائر المدن التي فتحها كالقادسية والحيرة وغيرها. وفي ساباط جسر عرف باسم جسر ساباط، وهو جسر نهر الملك.
وذكر ابن خلدون وأرسل المثنى في آثار الفرس، فبلغوا ساباط فغنموا وسبوا ساباط، واستباحوا القرى وسخروا السواد بينهم وبين دجلة لا يلقون مانعاً. ورجع المنهزمون إلى رستم فاستهانوا ورضوا أن يتركوا ما وراء دجلة.
مظلم ساباط وهي ضاحية من ضواحي ساباط، وسميت بهذا الاسم لكثافة ظلال الأشجار التي تمنع وصول الشمس إليها، والتي حدثت فيها وقعة نهر شير، أيام القادسية حيث إنه قدم سعد بن ابي وقاص بين يديه زهرة بن الحوية من كوثى إلى نهر شير، فمضى إلى المقدمة، وقد تلقاه شير زاد إلى ساباط في الصلح والجزية، فبعثه إلى سعد فأمضاه، ووصل سعد بالجنود إلى مكان يقال له مظلم ساباط فوجد هناك كتائب كثيرة لكسرى يسمونها: بوران، نسبة إلى بوران بنت كسرى، وتعتبر هذه الكتائب إحدى الفرق الملكية، وكانوا يقسمون كل يوم، لايزول ملك فارس ما عشنا، ومعهم أسد كبير لكسرى يسمى: المقرط، وهو مدرب على القتال، قد أرصدوه في طريق المسلمين، فتقدم إليه ابن أخي سعد، هاشم بن عتبة بن ابي وقاص، وقتل الأسد بعدة طعنات، وسمي سيفه المتين. 